# Vidámpark
Vidámpark (qui signifie "Parc de la joie") est un ancien parc d'attractions situé à Budapest, dans le Városliget, dans le 14e arrondissement. 

## Histoire
Au début du XIXe siècle, les lieux accueillent une sorte de fête foraine permanente. Un siècle plus tard, au début du XXe siècle, un parc ouvre ses portes. Les deux sites attirent de nombreux visiteurs. Durant la Seconde Guerre mondiale les deux parcs sont lourdement endommagées, mais quelques attractions importantes sont toujours sur pied, dont notamment le parcours de montagnes russes en bois Hullamvasut et le carrousel Körhinta. Pour éviter une délocalisation ou la fermeture des lieux, ils décident de fusionner vers les années 1950. Le parc prend alors le nom de "Vidámpark". 
En septembre 2013, après plusieurs années de difficultés financières, le parc annonce sa fermeture pour le 4 novembre 2013. Le terrain servira à l'agrandissement du parc animalier et botanique municipal de Budapest.

## Les attractions

### Montagnes russes

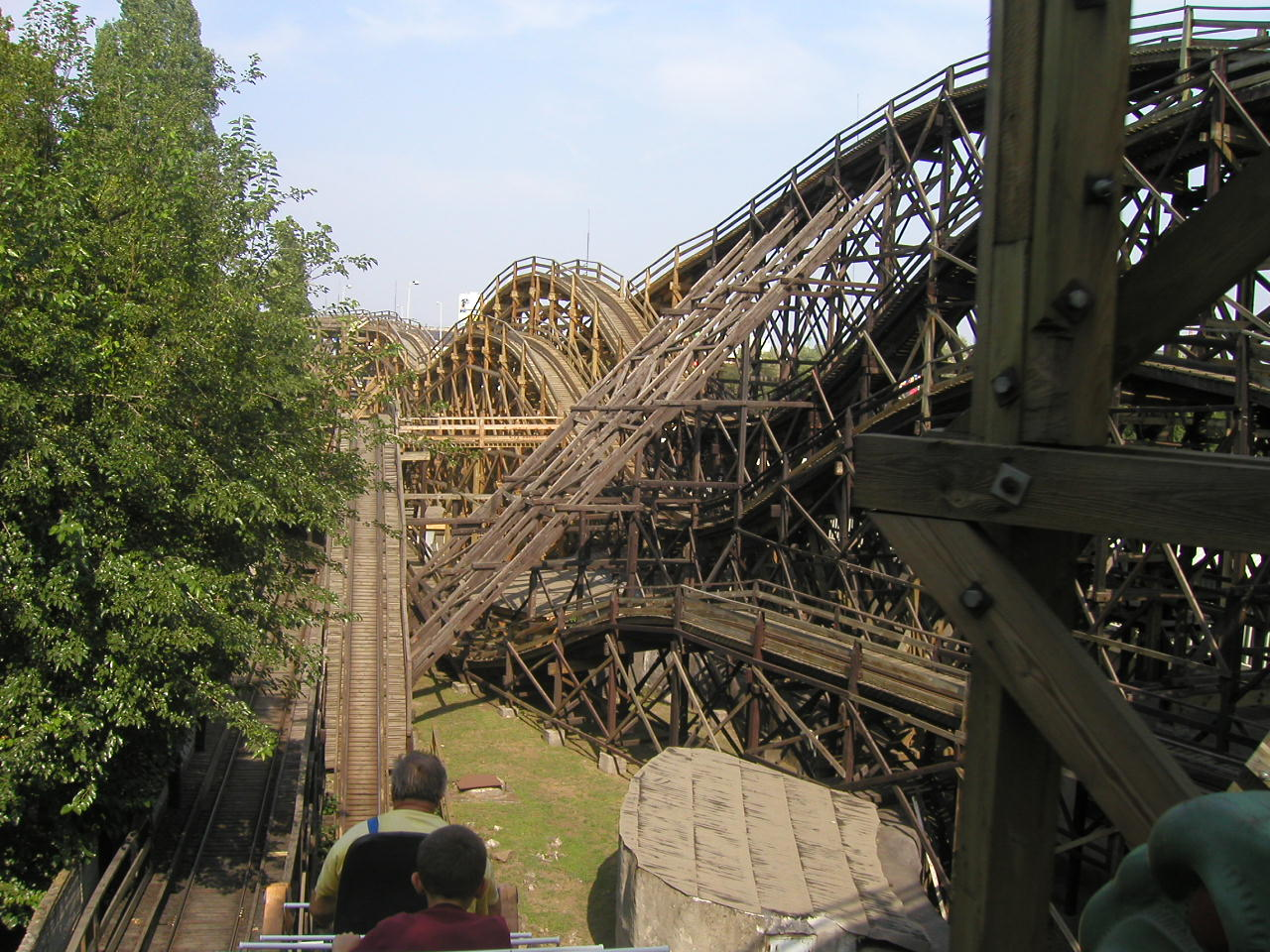
Hullámvasút
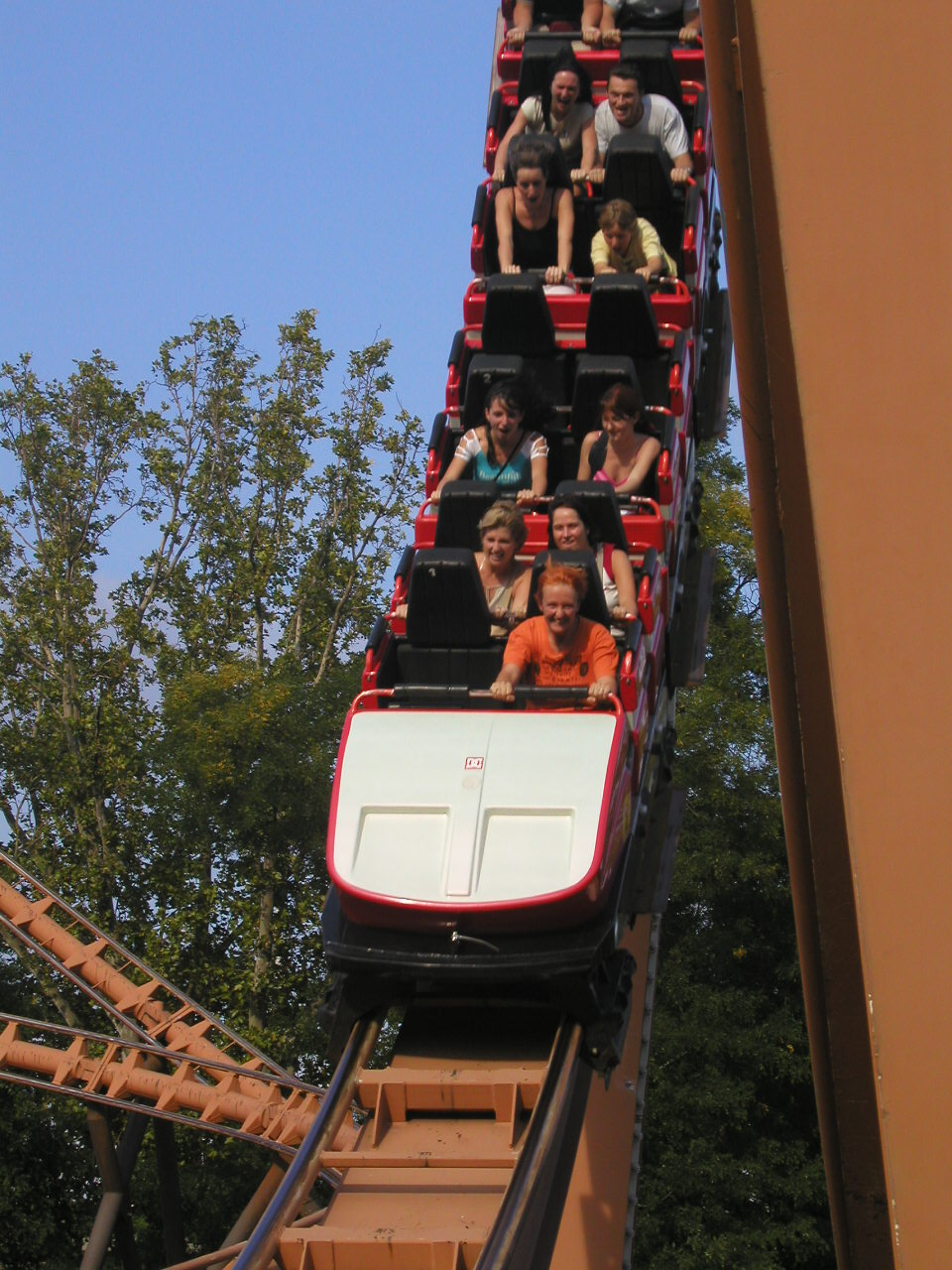
Looping Star

| Nom de l'attraction | Type                             | Constructeur      | Année d'ouverture | Année de fermeture |
| ------------------- | -------------------------------- | ----------------- | ----------------- | ------------------ |
| Ciklon              | Montagnes russes en métal        | Pinfari           | 1975              | 1986               |
| Família Expressz    | Montagnes russes E-Powered       | Pinfari           | 2002              | 2009               |
| Hullámvasút         | Montagnes russes en bois         | Ervin Dragon      | 1926              | 2013               |
| Kukomotív           | Montagnes russes en métal junior | D.P.V. Rides      | 1998              | 2013               |
| Looping Star        | Looping Star                     | Anton Schwarzkopf | 2001              | 2009               |
| Spinning Coaster    | Montagnes russes tournoyantes    | Maurer Rides      | 2009              | 2013               |

- Hullámvasút
- Looping Star

### Autres attractions
- Álomhajó - Bateau à bascule
- Barlangvasùt - Train fantôme
- Break-Dance - breakdance de Huss Rides
- Elvarázsolt Kastély - Maison hantée
- Gokart - Course de karting
- Gól Király
- Gyermekkert - Carrousel
- Hip-Hop -  Frog Hopper de Moser's Rides
- Hullámhajó - Rockin' Tug de Zamperla
- Ikarus - Condor de Huss Rides
- Kanyargó
- Kis Dodzsem - Autos tamponneuses junior
- Konvoj - Parcours en voiture
- Körhinta - Carrousel de 1906
- Lézer Dodzsem - Autos tamponneuses
- Mesecsónak - Balade en bateau
- Panorámakerék - Grande roue
- Szellemvasút - Train fantôme
- Szimulátor - Simulateur de mouvements
- Top Spin - Top Spin de Huss Rides
- Torony - Tour de chute de Zamperla
- Trambulin - Trampoline
- Tükörútvesztő - Palais des glaces
- Tűzoltójaték - Caserne de pompier
- Vadvízi Utazás - Bûches
- Versenyautó - Course de karting
- Viharvasút - Train fantôme
- Villanyautó - Autos tamponneuses